# Вулиця Соснова (Львів)
Вулиця Соснова — вулиця у Шевченківському районі міста Львова, у місцевості Клепарів. Пролягає від вулиці Варшавської до перетину вулиць Струмок та Ручай.

## Історія
Вулиця виникла у першій третині XX століття, до 1931 року отримала назву вулиця Кохмана. Сучасну назву вулиця має з 1934 року.

## Забудова
На вулиці Сосновій збереглася переважно малоповерхова забудова 1930-х років у стилі конструктивізму. Будинок № 26 — багатоповерховий житловий, зведений за типовим проєктом.
На вулиці Сосновій у другій половині 2010-х років відбувалося будівництво одного із найскандальніших у Львові житлових комплексів — ЖК «Оранж». У листопаді 2015 року на ділянці між вулицею Сосновою та школою № 91 почалося облаштування будівельного майданчику, що викликало сильний спротив місцевих мешканців, які побоювалися, що новобудова може завдати шкоди їхнім будинкам, і вимагали узгодження проєкту з громадою. Все це викликало певний резонанс у суспільстві. Згодом виявилося, що забудовник не має повного комплекту документів, що дозволяють будівництво, і, попри те, що міськрада надала дозвіл на будівництво триповерхового будинку, забудовник почав продаж квартир у майбутньому 10-поверховому будинку. Мер Львова звернувся до правоохоронних органів із вимогою перевірити законність дій забудовника, також закликав львів'ян не купувати квартири у цьому та трьох інших житлових комплексах. У грудні 2015 року міська рада скасувала дозвіл на будівництво ЖК, що спричинило з боку замовника будівництва низку судових позовів до влади міста, також цей конфлікт детально описувався у пресі, у тому числі, і з точки зору забудовника. У липні 2016 року будівельні роботи відновилися, розпочавши новий етап протистояння між забудовником та громадою. 8 серпня 2016 року Господарський суд Львівської області розірвав договір оренди землі та зобов'язав забудовника повернути ділянку місту, а 27 жовтня того ж року Львівський апеляційний господарський суд скасував дане рішення. Зрештою, у березні 2017 року забудовник погодився припинити будівництво на вулиці Сосновій в обмін на виділення іншої ділянки під будівництво. Міська влада погодилася на цю пропозицію, виділивши для будівництва ділянку на вулиці Під Голоском. На місці скандального будівництва на вулиці Сосновій з 2017 року планується облаштувати сквер.